# 阿布什坎湖
阿布什坎湖是俄羅斯的湖泊，由新西伯利亞州負責管轄，長6公里、寬5公里，面積5.9平方公里，海拔高度100米，該湖四周是沼澤林地，湖畔城鎮有鄂木斯克。